# Metallografie

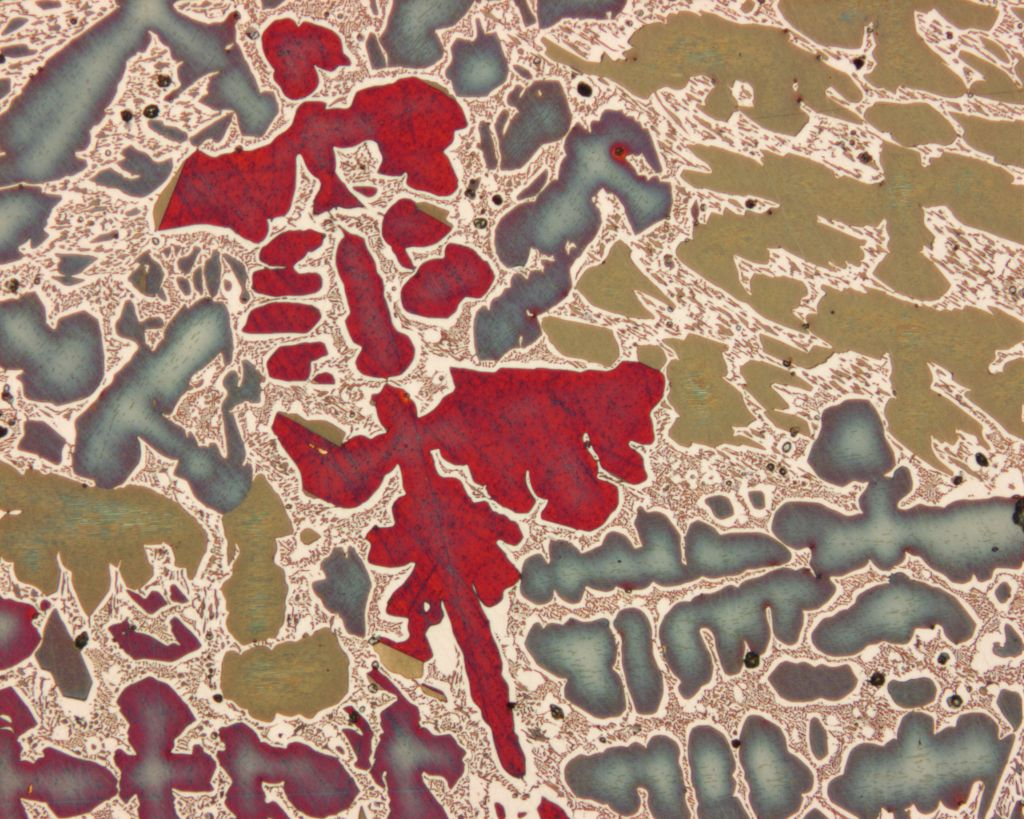
Metallografischer Schliff einer Glockenbronze, poliert und mit Klemm III geätzt

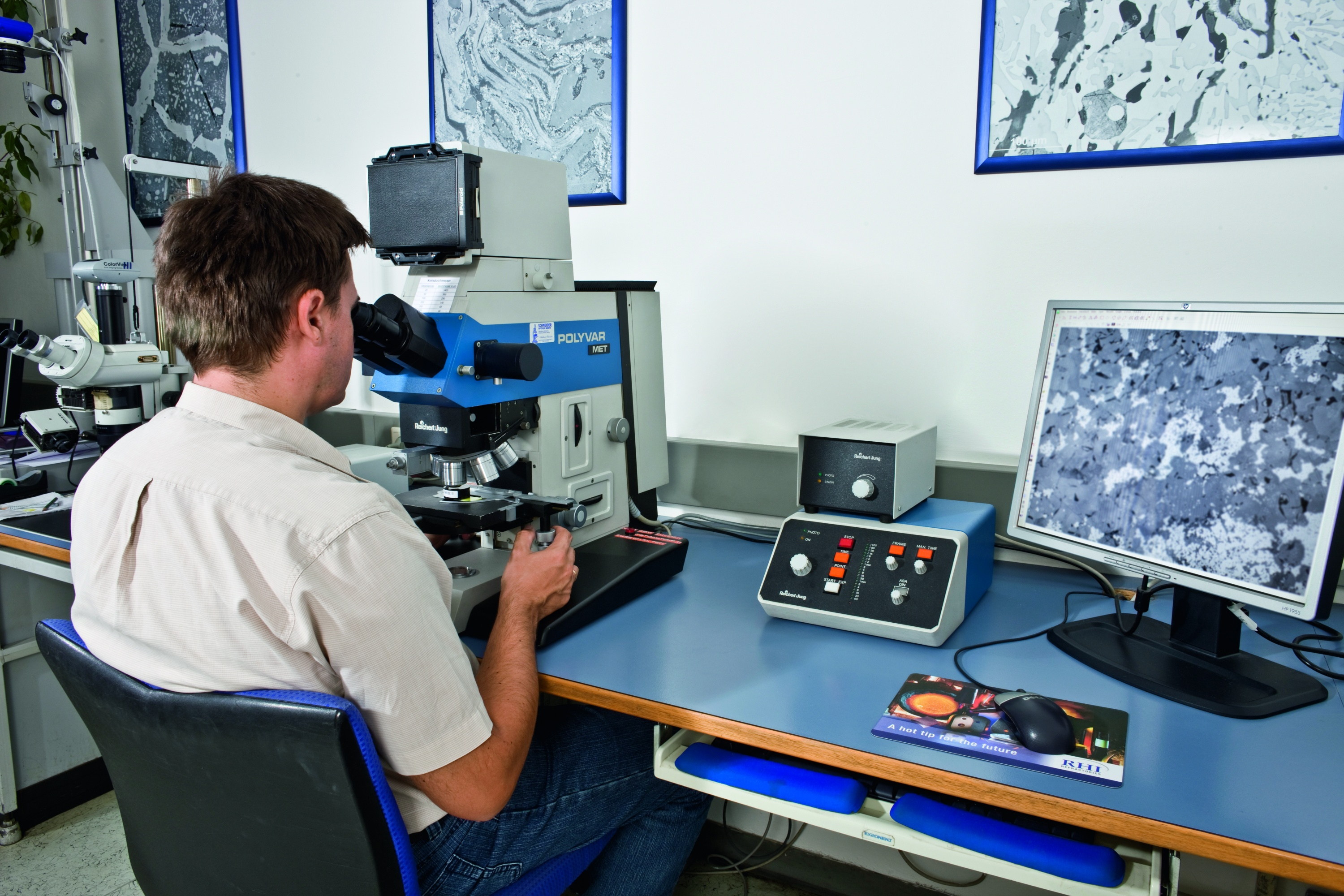
Analyse mit dem Auflichtmikroskop

Metallografie (auch Metallographie oder Gefügelehre) ist die Aufklärung sowie qualitative und quantitative Beschreibung des Gefüges metallischer Werkstoffe mit Hilfe mikroskopischer Verfahren. Sie stellt damit eine Disziplin der Metallkunde dar. Die Tätigkeit wird von einem Metallographen ausgeübt.
Um das Gefüge im Mikroskop zu erkennen, muss das Material präpariert werden. Kenntnisse der Eigenschaften und der Verarbeitung eines Metalles sind wichtig, um Fehler bei der Präparation und Gefügebeurteilung zu vermeiden.
Aufgrund der zunehmenden Anzahl von Verbundwerkstoffen sowie des Aufkommens neuer oder weiterentwickelter Werkstoffe (Keramik/Metall-Systeme, Metall/Kunststoff-Systeme etc.) wird mittlerweile die Bezeichnung Materialografie bevorzugt.
Eingesetzt wird die Metallografie/Materialografie vielfach in Qualitätssicherung und Schadensfallanalytik sowie in Forschung und Entwicklung.

## Präparation
Genauso wie nichtmetallische Kristalle (z. B. der Bergkristall) weisen auch die Metalle eine kristalline Struktur auf, die sich qualitativ und quantitativ erfassen lässt. In der Metallografie geschieht dies üblicherweise durch die Präparation eines Anschliffes, der auf Hochglanz poliert und auflichtmikroskopisch untersucht wird (siehe z. B. der Struers Metalog Guide). Ein kratzerfreier, zur makro- und/oder mikroskopischen Beobachtung geeigneter Schliff muss eine repräsentative, randscharfe, ebene Fläche des zu untersuchenden Werkstoffes haben, die sein Gefüge eindeutig erkennen lässt und die keine bei der Herstellung verursachten Veränderungen wie Verformungen, Ausbrüche, Kratzer und Verschmierungen aufweist. Die Herstellung einwandfreier Anschliffe ist grundsätzlich für alle festen Werkstoffe möglich, oft aber sehr aufwendig.
Direkt nach der Politur sind aufgrund der unterschiedlichen Reflexionseigenschaften von Metallen und Nichtmetallen bereits erste Aussagen über die Reinheit des Materials machbar. Verunreinigungen heben sich dabei üblicherweise dunkel von der metallischen Grundmasse ab.
Schleifunterlagen sind Papiere und Gewebe, auf denen die Körnungen aufgebracht sind.
Polierunterlagen sind hauptsächlich Tücher (Filz, Samt, Kunstfaser, Leinen). Zum besseren Abtrag und zur Kontrolle der Schleif- und Polierriefen ist die Probe nach jeder Schleif- bzw. Polierstufe um 90° zu drehen.

### Probenvorbereitung und Einbetten
Die herausgetrennten Proben sollten zunächst entgratet werden. Anschließend empfiehlt sich die Ultraschallreinigung in einem Becherglas mit Ethanol, um die Proben zu entfetten. Anschließend werden die Proben mittels Schlifftrockner getrocknet. Poröse und rissbehaftete Proben sollten länger getrocknet werden, damit das Ethanol vollständig wegtrocknen kann. Das weitere Handling der Proben sollte nur noch mit einer Ätzzange oder Pinzette erfolgen.
Wer richtig einbettet, spart bei der Probenpräparation viel Zeit. Die Einbettung dient dem besseren Handling der Proben sowie zum Abstützen der Randzone oder der Infiltration von Rissen, Poren oder Korrosionsbelägen. Einbetthilfen eignen sich zum Fixieren dünner Proben wie Bleche oder CFK-Laminate und Fasern, damit diese nicht umfallen können.
Es werden zwei verschiedene Einbettmethoden unterschieden: Das Warmeinbetten und das Kalteinbetten.
- Warmeinbetten

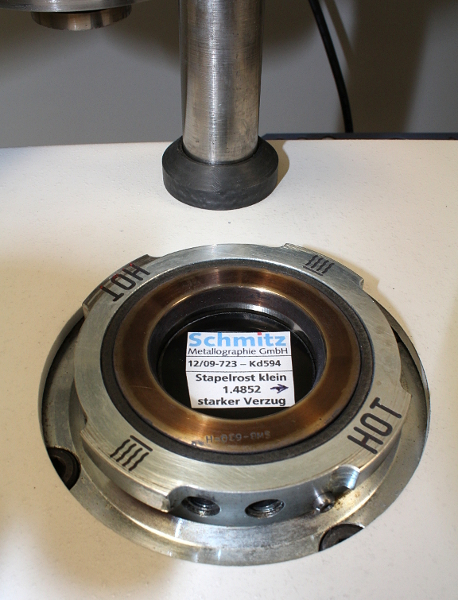
Klare fertige Warmeinbettung mit eingelegtem Etikett

Beim Warmeinbetten wird die Probe in einer Einbettpresse unter Temperatur und Druck mit einem Kunststoffgranulat eingebettet. Vorteile des Verfahrens sind die hohe Härte der Einbettmittel (z. B. glasfaserverstärkt) und die gute Spaltfreiheit. Warmeinbettmittel gibt es auf Phenolharzbasis, auch glasfaserverstärkt, auf Epoxidharzbasis für spaltfreie Einbettungen v. a. von Hartmetallen, als Acrylharzeinbettmittel und sogar auf Graphit-Phenolharzbasis als elektrisch leitfähiges Warmeinbettmittel für die Elektronenmikroskopie.
Warmeinbettmittel werden unter Druck auf 180 °C erhitzt.
Warmeingebettete Proben können relativ einfach wieder ausgebettet werden. Hierzu müssen die Proben in einem Wärmeschrank bei 220 °C ca. 1 h erwärmt werden. Das Einbettmittel quillt auf und die Probe kann in einem Parallelschraubstock einfach herausgedrückt werden. Falls 220 °C für die Proben zu hoch ist (Einbetttemperatur beträgt 180 °C), kann man das Einbettmittel auf der Mantelfläche mittels Handbügelsäge einkerben und anschließend im Schraubstock brechen.
- Kalteinbetten

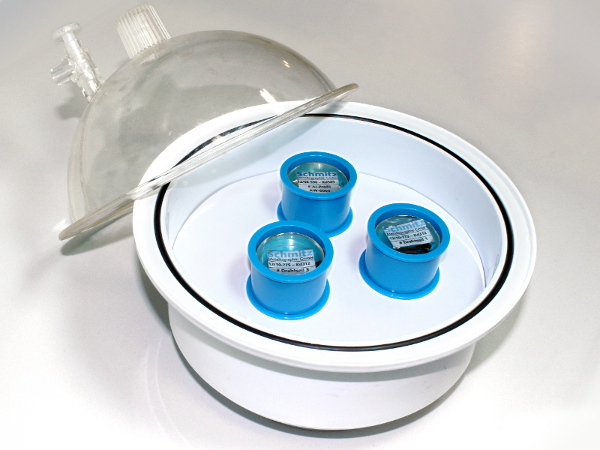
Kalteingebettete Proben im Exsikkator

Die Einbettformen werden vor dem Befüllen eingefettet. Für das Kalteinbetten benötigt man zwei bis drei Komponenten, die in einem Anrührbecher vermischt werden.
Kalteinbettmittel gibt es auf Methylmethacrylatbasis und als transparentes Epoxidharzeinbettmittel. Einbettmittel auf Methylmethacrylatbasis bestehen aus einer Pulverkomponente und einer Härterflüssigkeit. Nach dem Anrühren wird das Gemisch in die Einbettform gegossen. Die Aushärtung findet über eine chemische Reaktion (Polymerisation) statt. Die Polymerisation ist eine exotherme Reaktion, es entsteht also Wärme beim Aushärten. Je nach Probenmasse können hier Temperaturen kurzfristig bis 110 °C entstehen.
Epoxidharzeinbettmittel besteht dagegen aus zwei flüssigen Komponenten, dem Harz und dem Härter, und wird üblicherweise zur Vakuuminfiltration verwendet. Mithilfe des Vakuums in einem Exsikkator kann das Epoxidharzeinbettmittel in feinste Hohlräume, wie Spalten, Risse und Poren infiltriert werden. Hierdurch wird beim Ätzen der Probe vermieden, dass sich Ätzmittel in den Spalt saugen kann (Kapillarwirkung). Poröse Korrosionsbeläge können ebenfalls infiltriert werden. Bei der Präparation können so unerwünschte Ausbrüche aus den Korrosionsbelägen minimiert werden. Zur besseren Kontrastierung von Rissen und Poren kann es eingefärbt werden. Um die Viskosität vor dem Eingießen der Proben zu verringern, kann man es in einem warmen Wasserbad indirekt erwärmen.
Die Polymerisation beider Kalteinbettmittel kann alternativ in einem Drucktopf erfolgen. Hierzu wird der Drucktopf 2 bis 3 Mal auf zwei bar Überdruck gebracht und wieder vollständig belüftet. Anhaftende Luftblasen können beim Druckausgleich so nach oben steigen und platzen. Eine Spaltbildung kann speziell bei Einbettmitteln auf Methylmethacrylatbasis sinnvoll unterdrückt werden. Für das Epoxidharzeinbettmittel empfiehlt sich die Kombination von Vakuuminfiltration mit anschließender Aushärtung im Drucktopf.

### Schleifen und Polieren
- Nassschleifen auf SiC-Papier der Körnung P320/P500/P800/P1000/P1200
- Vorpolieren mit Diamantsuspension mit den Körnungen 6 µm, 3 µm, 1 µm auf Kunstseide oder Baumwolltuch mit alkoholischem Schmiermittel
- Feinpolieren mit Aluminiumoxidsuspension, auf einem Woll- oder Samttuch.

alternativ
- Feinpolieren mit Siliciumdioxid (Korngröße 0,04 µm) + verschiedene Chemikalien wie Ammoniak oder Wasserstoffperoxid bei Werkstoffen, die sonst zu Verformungen neigen, wie Kupfer, Titan, Nickel auf einem chemikalienbeständigen Poliertuch.

Eine sehr gute und schnelle Alternative:
- Nassschleifen auf 75 µm Diamantscheibe
- Polieren mit 9 µm Diamantsuspension auf Wabenscheibe
- Polieren mit 3 µm Diamantsuspension auf Wabenscheibe
- Polieren mit 3 µm Diamantsuspension harter glatter Scheibe
- Polieren mit oxidischer Poliersuspension auf weichem Tuch

Sorgfältiges Reinigen zwischen den einzelnen Schleif- und Polierstufen ist notwendig, um ein Mitschleppen von gröberen Schneidkörnern und Abrieb zu vermeiden. Zum Trocknen werden zunächst die schwer verdampfenden Flüssigkeiten (z. B. Wasser, Öl) mit Alkohol von der Probe abgespült. Im heißen Luftstrom (Fön) trocknet diese Flüssigkeit rasch und fleckenfrei.

### Ätzen

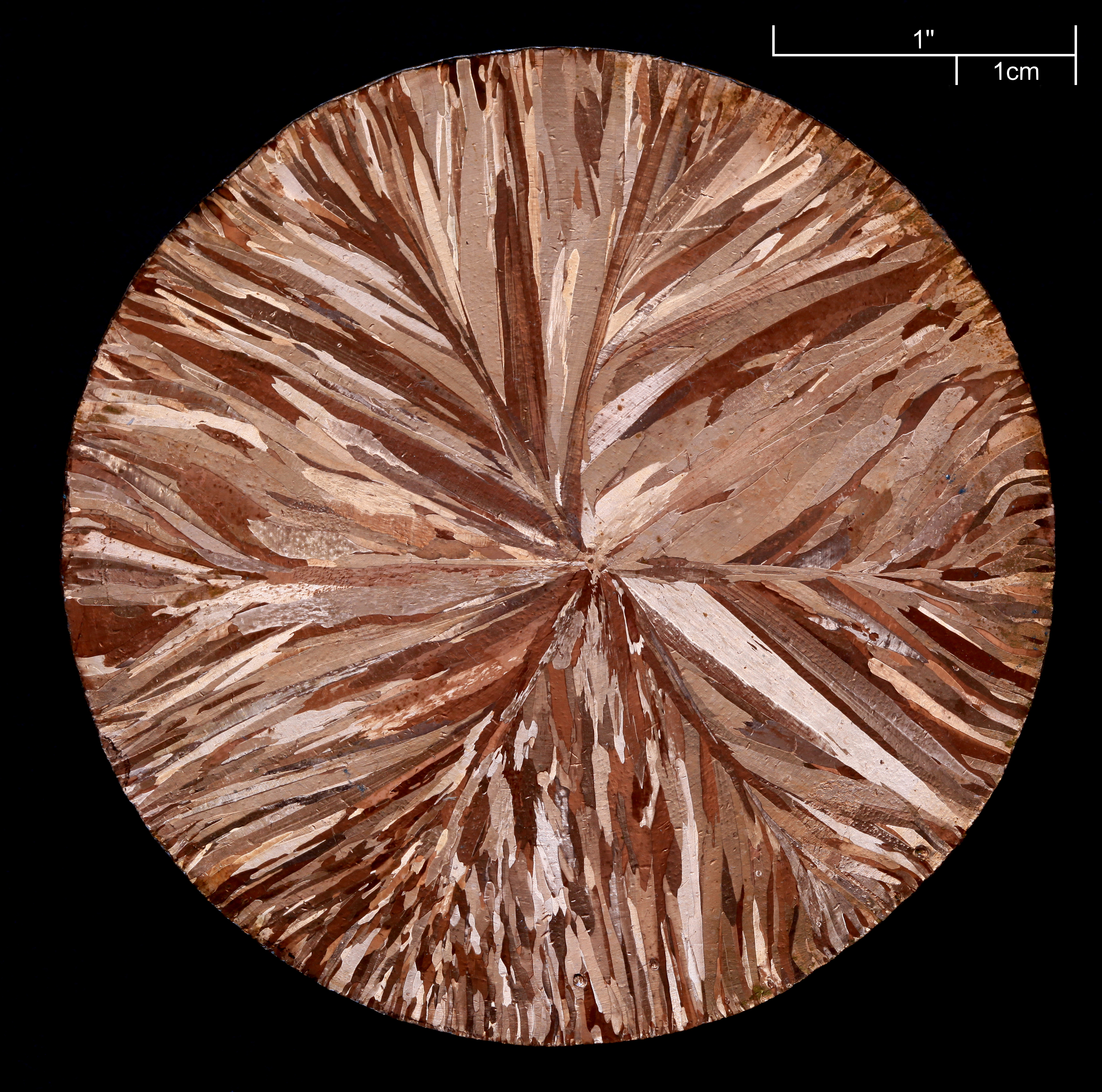
Makrogeätzte reine Kupferscheibe

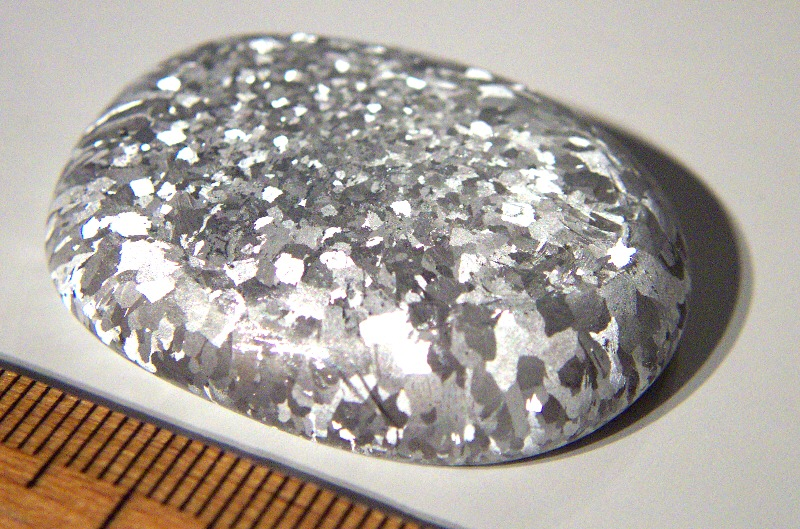
Makrogeätzes reines Aluminiumstück

Die mikroskopische Untersuchung erfolgt zunächst bei kleiner Vergrößerung, die einen guten Überblick gestattet. Im Allgemeinen zeigt eine fertigpolierte Schlifffläche kein Gefüge, da das auffallende Licht nahezu gleichmäßig reflektiert wird. Nach Bedarf werden stufenweise höher vergrößernde Objektive verwendet.
Der Schliff sollte im ungeätzten als auch im geätzten Zustand betrachtet werden. Am ungeätzten Schliff werden beobachtet:
- Beschichtungen und anodische Schichten
- Lötungen und Schweißnähte
- Poren und Gasblasen
- Mikrolunker
- Sinterporen
- Materialtrennungen
- nichtmetallische Einschlüsse, Schlacken
- Zunderschichten an der Oberfläche oder in Rissen
- Schlecht reflektierende Phasen wie beispielsweise Graphit, Silicium und deren Verbindungen.

Sollen Aussagen über das Gefüge gemacht werden, ist es nötig, den Anschliff anzuätzen – hierbei wird mit unterschiedlichsten Lösungen (Säuren, Laugen, neutralen Lösungen, Salzschmelzen usw.) gearbeitet. Am geätzten Schliff wird das eigentliche Gefüge untersucht. Das Ätzen erfolgt „zeitnah“ zur beendeten Präparation (Polieren). Ist das Gefüge korrekt kontrastiert, lassen sich Aussagen über den Wärmebehandlungszustand und die Güte treffen, sowie in vielen Fällen Rückschlüsse auf den Herstellungsprozess und Fehlerursachen bei Schadensfällen ziehen.

#### Innere Vorgänge beim Ätzen
Das Ätzen einer metallischen Schliffprobe ist ein chemischer respektive elektrochemischer Vorgang. Aufgrund lokaler Unterschiede in der chemischen Zusammensetzung kommt es zur Bildung von Lokalströmen infolge Potentialdifferenz. Die einzelnen Phasen/Körner werden dabei unterschiedlich stark abgetragen oder durch eine feine Niederschlagshaut kontrastiert. Ein kristallorientierungsbedingter Ätzangriff findet ebenfalls statt. Aufgrund der unterschiedlichen Abtragsrate der einzelnen Gefügebestandteile entsteht ein Relief. Das einfallende Licht erfährt hierbei eine Reflexionsänderung an den Phasengrenzen.
Grundsätzlich wird zwischen der Makro- und Mikroätzung unterschieden.
Bis zu ca. 30-facher Vergrößerung abgebildete Ätzungen bezeichnet man als Makroätzung. Hierzu wird ein Makroschliff mit fein geschliffener (Nassschliff) bzw. leicht anpolierter Oberfläche benötigt. Mittels Makroätzung werden das primäre Gussgefüge, Schmiede- und Walztexturen sowie Seigerungen oder die Kontur von Schweißverbindungen sichtbar gemacht. Weitere Verfahrensvarianten der Makroätzung sind neben der allgemeinen Makroätzung die Tiefätzung und das Abdruckverfahren (Baumannabdruck).
- Mikroätzung

Zur Sichtbarmachung des (Sekundär-)Gefüges mittels mikroskopischer Abbildungsverfahren ab ca. 50-facher Vergrößerung. Unterschieden werden zwei Methoden: nasschemisch und elektrolytisch. Darüber hinaus unterscheidet man zwischen Korngrenzen- und Kornflächenätzung. Mikroätzungen sind in diversen Techniken durchführbar.
Die am weitesten verbreitete Methode des nasschemischen Ätzens ist die sogenannte Tauchätzung. Hierbei wird der Mikroschliff vollständig in die Ätzlösung getaucht. Der Schliff sollte in der Ätzlösung mit der Ätzzange bewegt werden, um die entstehenden Wasserstoffbläschen zu zerstören und entstehende Konzentrationsunterschiede des Ätzmittels auszugleichen. Manche Tauchätzungen erfordern eine Erwärmung des Ätzmittels (z. B. V2A-Beize).

#### Ätzmittel
Die Wahl des Ätzmittels erfolgt nach Art des zu ätzenden Werkstoffs und nach Größe der zu untersuchenden Strukturen.
| Werkstoff                             | Makroätzmittel | Makroätzmittel | Mikroätzmittel                                                                                     |
| ------------------------------------- | --- | --- | -------------------------------------------------------------------------------------------------- |
| Gusseisen                             | | | Nital: Alkoholische Salpetersäure:                                                                 |
| Unlegierte und niedriglegierte Stähle | 90 ml Ethanol + 10 ml konzentrierte Salpetersäure | Ätzmittel nach Adler: | Nital: Alkoholische Salpetersäure:                                                                 |
| Hochlegierte Stähle, Nickel           | | Ätzmittel nach Adler: | |
| Kupfer und Kupferlegierungen          | - 120 ml destilliertes Wasser + 10 g Ammoniumchlorocuprat Der Lösung tropfenweise Ammoniak zusetzen, bis der sich bildende Niederschlag verschwindet | Ätzmittel nach Adler: | |
| Aluminium und Aluminiumlegierungen    | - 10 ml destilliertes Wasser + 10 ml konzentrierte Salzsäure + 10 ml konzentrierte Salpetersäure + 2,5 ml Flusssäure (38–40-prozentig)               | - 10 ml destilliertes Wasser + 10 ml konzentrierte Salzsäure + 10 ml konzentrierte Salpetersäure + 2,5 ml Flusssäure (38–40-prozentig) | - nach Kroll: - Flusssäure: - Natronlauge: - 10%ige H3PO4: → Sehr gut für sekundäre Ausscheidungen |
| Hochlegierte Chrom-Nickel-Stähle      | | | V2A-Beize nach Goerens:                                                                            |

Neben der Auflichtmikroskopie kommt auch die Elektronenmikroskopie zur Anwendung, bei der nicht nur polierte Schliffe, sondern auch Bruchflächen untersucht und durch die Spektroskopie die chemische Zusammensetzung der Gefügebestandteile analysiert werden können.